# Getväppling
Getväppling, Anthyllis vulneraria, är en ört med gula blommor. Den är två- eller flerårig och cirka 20 centimeter hög. Det förekommer även röda blommor.
Arten indelas i flera underarter.